# Allée couverte de Chevrot
L'allée couverte de Chevrot est située à Combourg dans le département français d'Ille-et-Vilaine.

## Description
L'allée couverte, désormais ruinée, est orientée est-ouest. Elle pourrait avoir initialement mesurée 6 à 7 m de longueur. Cinq orthostates (trois au sud, deux au nord), d'une hauteur respective de 1,60 m, 1,30 m, 1,10 m, 1,30 m et 0,90 m pour 0,45 m d'épaisseur en moyenne, et la dalle de chevet sont encore en place. Quatre tables de couverture, d'une longueur moyenne de 1,50 à 1,80 m pour une largeur de 1,40 à 1,50 m, gisent de part et d'autre du monument. Toutes les dalles sont en diorite.